# Idealno loša
Idealno loša trinaesti je studijski album Cece Ražnatović. Izdali su ga Ceca Music te Miligram Music 17. lipnja 2006. godine.
Album je promoviran turnejom koja je započela koncertom na beogradskom Ušću koji je imao 120 000 posjetitelja. Koncert je dospio na Wikipedijin popis najposjećenijih koncerata.
Album je prodan u nakladi od 200 000 primjeraka.

## Suradnici
- Producent: Aleksandar Milić
- Glazba: Aleksandar Milić, Romario
- Aranžmani: Aleksandar Milić, Romario
- Tekstovi: Marina Tucaković, Ljiljana Jorgovanović
- Programeri: Goran Radinović, Igor Malešević
- Klavijature: Goran Radinović, Bojan Vasić
- Gitare: Nenad Gajin, Petar Trumbetaš, Ištvan Mađarić
- Buzuki: Petar Trubmetaš
- Harmonike: Aleksandar Krsmanović
- Flaute: Miroljub Jimmy Todorović
- Perkusije: Branko Bošković
- Trombon: Ivan Ilić
- Prateći vokali: Marija Marić, Aleksandar Milić
- Mastering: Tim Young
- Ton: Goran Radinović
- Mix: Saša Janković, Uroš Marković
- Design: Obrad Milivojević

## Popis pjesama
| Br. | Skladba               | Tekstopisac                             | Skladatelj         | Aranžer            | Trajanje |
| --- | --------------------- | --------------------------------------- | ------------------ | ------------------ | -------- |
| 1.  | »Lepi grome moj«      | Marina Tucaković, Ljiljana Jorgovanović | Aleksandar Milić   | Aleksandar Milić   | 4:41     |
| 2.  | »Idealno loša«        | Marina Tucaković, Ljiljana Jorgovanović | Aleksandar Milić   | Aleksandar Milić   | 4:03     |
| 3.  | »Manta, manta«        | Marina Tucaković, Ljiljana Jorgovanović | Aleksandar Milić   | Aleksandar Milić   | 3:23     |
| 4.  | »Pile«                | Marina Tucaković                        | Aleksandar Milić   | Aleksandar Milić   | 4:25     |
| 5.  | »Čulo bola«           | Marina Tucaković                        | Aleksandar Perišić | Aleksandar Perišić | 2:53     |
| 6.  | »Ponuđen ko počašćen« | Marina Tucaković                        | Aleksandar Milić   | Aleksandar Milić   | 4:43     |
| 7.  | »Koža pamti«          | Marina Tucaković, Ljiljana Jorgovanović | Aleksandar Perišić | Aleksandar Perišić | 3:39     |
| 8.  | »Čudo«                | Marina Tucaković, Ljiljana Jorgovanović | Aleksandar Milić   | Aleksandar Milić   | 3:49     |
| 9.  | »Viski«               | Marina Tucaković                        | Aleksandar Milić   | Aleksandar Milić   | 3:26     |
| 10. | »Rekom bez vode«      | Marina Tucaković                        | Aleksandar Milić   | Aleksandar Milić   | 4:19     |

## Glazbeni spotovi
- 1. Lepi grome moj